# Gebrauchsanleitung

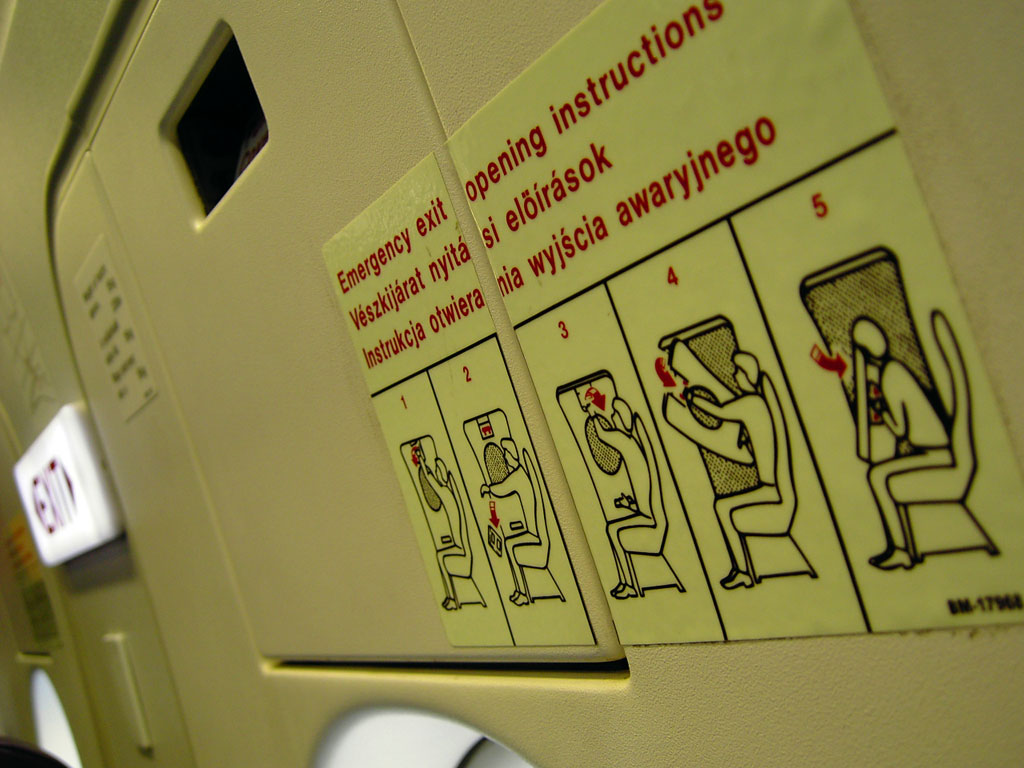
Gebrauchsanweisung für einen Notausgang über der Tragfläche eines Airbus A320

Eine Gebrauchsanleitung ist eine Sammlung von Nutzungsinformationen für Benutzer zum sicheren und bestimmungsgemäßen Umgang mit einem Produkt. Sie sind Beschreibungen zur Handhabung und zum Umgang mit dem beschriebenen Produkt. Der Begriff Nutzungsinformationen (Gebrauchsanleitungen) heißt im Original englisch Instructions for use. Gebrauchsanleitungen gelten im juristischen Sinn als Instruktion. Der übergeordnete Begriff für Anleitungen ist Informationsprodukt. Anleitung wird häufig als Sammelbegriff oder als Synonym zu weiteren Bezeichnungen verwendet wie z. B. Gebrauchsanweisung, Betriebsanleitung, Bedienungsanleitung, Schritt-für-Schritt-Anleitung, Kurzanleitung oder auch Benutzerhandbuch.
Der Begriff „Gebrauchsanleitung“ entstammt der deutschen Übersetzung der IEC/IEEE 82079-1. Die internationale Norm bestimmt die Grundsätze und allgemeinen Anforderungen für das Erstellen von Gebrauchsanleitungen.

„Nutzungsinformationen müssen die für die Zielgruppe erforderlichen Informationen bereitstellen, um eine sichere, effiziente und effektive Nutzung eines unterstützten Produkts zu ermöglichen.“

In der Anleitung müssen, falls Gefährdungen von dem Produkt ausgehen, Sicherheitshinweise und Warnhinweise vorhanden sein, um den Nutzer des Produktes zu warnen und ihn anleiten diese zu umgehen.
Es gibt zahlreiche Formen von Gebrauchsanleitungen (z. B. Buch, Falzanleitung, Schild, Etikett). Auch der Inhalt kann stark variieren. Es können Informationen über den gesamten Produktlebenszyklus hinweg enthalten sein (z. B. Produktbeschreibung, Funktionsbeschreibung, Informationen zu Transport, Lagerung, Montage, Installation, Inbetriebnahme, Konfiguration, Bedienung, Wartung, Pflege, Störungsbeseitigung, Entsorgung sowie technische Daten), oder nur Teile davon. In vielen Fällen wird eine Gebrauchsanleitung nicht in gedruckter Form mitgeliefert, sondern ausschließlich oder ergänzend als Datei auf einem Datenträger oder zum Herunterladen im Web zur Verfügung gestellt.
Die verschiedenen Anleitungstypen haben verschiedene Ziele, je nachdem welche Zielgruppe angesprochen werden soll und welchen Zweck die Anleitung erfüllen soll. Eine Sofortanleitung mit dem Zweck „Lesen-Handeln-Vergessen“ ist anders aufgebaut als eine Lernanleitung mit dem Zweck „Lesen-Handeln-Behalten“. Je nachdem welche Zielgruppe angesprochen werden soll, haben die beiden genannten Anleitungstypen auch einen anderen Stil. Dies und einiges mehr wird bei der Planung einer Gebrauchsanleitung berücksichtigt. Es muss u. a. berücksichtigt werden: das Produkt selbst, die Tätigkeiten, welche die Zielgruppe mit dem Produkt ausführen soll, sowie die gesetzlichen Vorgaben und in welcher Umgebung die Tätigkeiten mit dem Produkt ausgeführt werden.
Dies sind planerische Schritte, die Teil der Produktentwicklung sind.

## Erstellung
Gebrauchsanleitungen sind Teil der externen Technischen Dokumentation und werden häufig von Technischen Redakteuren verfasst. Für die Erstellung gibt es Redaktionssysteme, in denen eine Bilddatenbank integriert sein kann. Häufig wird eine Translation-Memory-Software zur Übersetzung der Texte angebunden.
Aufgrund der heutigen Medienvielfalt kann es sinnvoll sein, die Bedienungsanleitungen layoutneutral mit Hilfe von XML oder anderen Auszeichnungssprachen zu erstellen. Dadurch wird der Erstellungsaufwand erheblich reduziert und Inhalte können mehrfach verwendet werden. Für die Ausgabe und Präsentation erfolgt dann eine medienbezogene Umsetzung der Informationen, z. B. für die Druckausgabe, die Erstellung einer CD-ROM oder für das Internet.

### Zielgruppengerecht
Die IEC/IEEE 82079-1 fordert eine zielgruppengerechte Anleitung. Die Zielgruppe wird u. a. unterschieden in Tätigkeiten und Soziale Gruppe der Produktnutzer.
So benötigt ein Installateur eine Installationsanleitung und ein Wartungstechniker eine Wartungs- oder Fehlersuchanleitung. Dieses wären Anleitungen im Zusammenhang mit der Aufgabe oder Tätigkeit bei der Produktnutzung.
Die sozialen Gruppen von Produktnutzern sind schwerer zu erfassen, da diese Zielgruppen größer sind und unterschiedliche Intentionen der Produktnutzung haben können. So können soziodemografischen Merkmale wie Alter, Familienstand, verfügbarem Haushaltseinkommen sowie auch psychografischen Merkmale wie Einstellungen und Werten mit den daraus resultierenden Erwartungsverhalten ein Teil der Zielgruppenanalyse sein. Eine Methode zur Eingrenzung der Zielgruppe in der technischen Dokumentation ist die sogenannte Wer-macht-Was-Matrix. Sie vergleicht Zielgruppen und deren Kenntnisse sowie Rahmenbedingungen und zeigt, in welcher Situation von wem welche Informationen wann benötigt werden. Diese Analyse sollte idealerweise schon bei der Produktentwicklung erstellt werden, um später in der Anleitung die verschiedenen Erwartungshaltungen abzubilden.
Die Zielgruppe hat auch in rechtlicher Hinsicht eine Relevanz. Das Produktsicherheitsgesetz (Deutschland) fordert das ein Inverkehrbringen eines Produkts bei „bestimmungsgemäßer oder vorhersehbarer Verwendung die Sicherheit und Gesundheit von Personen nicht gefährden“ darf. So kann eine mögliche Gefährdung, die von einem Produkt oder beim Umgang mit diesem ausgeht, von unterschiedlichen Personen verschieden bewertet werden. Bei einem Fachmann wird davon ausgegangen, das er die Technischen Regeln für den Umgang mit einem Produkt kennt. Für einen Laien sind diese meist unbekannt und müssen daher „Laiengerecht“ in der Gebrauchsanleitung, z. B. in Warnhinweisen, beschrieben werden.
In der IEC/IEEE 82079-1 im Kapitel 5 „Grundsätze“ wird in Unterkapitel 5.2.3 eine Zielgruppenorientierung gefordert. Ebenso fordert die DIN EN ISO 20607 „Sicherheit von Maschinen – Betriebsanleitung – Allgemeine Gestaltungsgrundsätze“ in Kapitel 4.2 eine Zielgruppe.

## Rechtsfragen
Der Hersteller eines technischen Produktes hat eine Instruktionspflicht gegenüber dem Kunden, die er durch die Übergabe einer Gebrauchsanleitung erfüllen muss. Gebrauchsanleitungen sind daher integraler Bestandteil des Produktes.
Das Produktsicherheitsgesetz bestimmt, "das ein Produkt nur auf dem Markt bereitgestellt werden darf, sofern es nicht Absatz 1 unterliegt, wenn es bei bestimmungsgemäßer oder vorhersehbarer Verwendung die Sicherheit und Gesundheit von Personen nicht gefährdet. Bei der Beurteilung sind u. a. insbesondere zu berücksichtigen:
- seine Verpackung, die Anleitungen für seinen Zusammenbau, die Installation, die Wartung und die Gebrauchsdauer, die Eigenschaften des Produkts einschließlich seiner Zusammensetzung,
- die Einwirkungen des Produkts auf andere Produkte, soweit zu erwarten ist, dass es zusammen mit anderen Produkten verwendet wird,
- die Aufmachung des Produkts, seine Kennzeichnung, die Warnhinweise, die Gebrauchs- und Bedienungsanleitung, die Angaben zu seiner Beseitigung sowie alle sonstigen produktbezogenen Angaben oder Informationen,
- die Gruppen von Verwendern, die bei der Verwendung des Produkts stärker gefährdet sind als andere.

Der § 3 Abs. 4 besagt „Sind bei der Verwendung, Ergänzung oder Instandhaltung eines Produkts bestimmte Regeln zu beachten, um den Schutz der Sicherheit und Gesundheit von Personen zu gewährleisten, so ist bei der Bereitstellung auf dem Markt eine Gebrauchs- und Bedienungsanleitung für das Produkt in deutscher Sprache mitzuliefern, sofern in den Rechtsverordnungen nach § 8 keine anderen Regelungen vorgesehen sind“.
Eine fehlerhafte, unvollständige oder unverständliche Gebrauchsanleitung ist ein Sachmangel – genauso wie ein Fehler am Produkt selbst – und kann zu Nacherfüllung, Rücktritt vom Kaufvertrag oder Kaufpreisminderung führen. Im Rahmen der Produkthaftung kann eine fehlerhafte Gebrauchsanweisung bei Sach- oder Personenschäden zu einem erheblichen finanziellen Haftungsrisiko für den Inverkehrbringer des Produkts werden. Um die Produkthaftung der Hersteller zu minimieren, werden die Restrisiken und ihre Vermeidung in Sicherheitshinweisen, Warnhinweisen und Produktsicherheitslabel genannt. Die IKEA-Klausel und das Milupa-Urteil sind die bekanntesten Urteile für die Relevanz einer sach- und zielgruppengerechten Anleitung.
Der juristische Sprachgebrauch weicht von dem in der anwendenden Industrie ab: Die genannten Dokumente zählen hier zu den Instruktionen. Dokumentation im engeren juristischen Sinn umfasst dagegen nur Protokolle und Belege zum Werdegang eines Produktes, also über Entwicklung, Produktion, Prüfung, Auslieferung(sweg). 

## Bedienungsanleitungen von Fahrzeugen
Die Bedienungsanleitung eines Fahrzeugs kann einige hundert Seiten umfassen. Um die Unterlagen übersichtlicher und benutzerfreundlich zu gestalten, werden umfangreichere Ausstattungen wie Navigationssystem, audiovisuelle Systeme oder Telefon oft in separaten Heften beschrieben. Viele Bedienungsanleitungen beschreiben alle möglichen Ausstattungen einer Baureihe. Der Kunde muss dann die für seine Fahrzeugausstattung zutreffenden Texte und Daten selber heraussuchen, was umständlich ist und zu Missverständnissen oder sogar zu Bedienungsfehlern führen kann. Daher übergeben immer mehr Automobilhersteller ihren Kunden inzwischen eine individualisierte Bedienungsanleitung, in der nur noch die tatsächlich im Fahrzeug vorhandenen Ausstattungen beschrieben werden. Einige Hersteller liefern zusätzlich auch eine Bedienungsanleitung auf CD-ROM mit oder stellen Informationen über das Internet bereit.

## Betriebsanleitungen von technischen Anlagen und Maschinen
Die Anleitungen für das Aufstellen (Montage), Betreiben, Warten und Reparieren von technischen Anlagen oder Maschinen sind für den Nutzer wichtig und gehören deshalb zur von der Europäischen Union vorgeschriebenen EU-Baumusterprüfung und zum Lieferumfang bei der Übergabe der Anlage oder Maschine. Zudem ist es erforderlich, dass bei Inbetriebnahme die Anlage oder Maschine entsprechend erklärt wird. Eine fehlerhafte, unvollständige, missverständliche oder unverständliche Betriebsanleitung kann zu einem unwirtschaftlichen und unsachgemäßen Einsatz führen und stellt eine erhebliche Gefahrenquelle für Personen und Gegenstände dar.

## Gebrauchsanleitungen von Arzneimitteln
Einem pharmazeutischen Produkt bzw. Arzneimittel muss eine Packungsbeilage beigelegt werden, in der u. a. auf die Risiken und Nebenwirkungen bei Einnahme hingewiesen wird. Ebenso müssen die wesentlichen Wirkstoffe, die Art und Dosierung der Einnahme erklärt werden. Für die Produktgruppe der Arzneimittel gelten andere, und zum Teil strengere, rechtliche Vorgaben für die Produktinformation. Diese sind in der Richtlinie 2001/83/EG (Gemeinschaftskodex für Humanarzneimittel) geregelt. Daher gilt im rechtlichen Kontext die Packungsbeilage als Gebrauchsanleitung für Arzneimittel.